# Windows PowerShell
Windows PowerShell és una interfície de consola per a sistemes operatius Windows llançat el 2006.
Les funcions d'interpretació i d'execució de scripts han estat molt millorades respecte a cmd.exe. Només han estat una mica millorades en coses realment importants respecte a Windows Scripting Host (present des de Windows 98) amb el que sovint no es compara per desconeixement de la seva existència. Respecte a cmd.exe el canvi és abismal.
Amb Windows PowerShell s'afegeix un enfocament de major complexitat inicial a les aplicacions per consola i es pretén que els Administradors facin servir tècniques de programació script més avançades i amb més requisits per potenciar amb això el consum.
Amb Windows PowerShell es tapa una mica l'evidència de desfasament respecte als Shells de qualsevol altre sistema operatiu actual. Amb ell el sistema de scripting de Windows es posa quasi a l'altura dels altres (la consola de Windows PowerShell, per defecte, a 31 d'agost de 2009 segueix sense poder visualitzar colors amb codis ANSI).